# Roy Pomeroy
Roy J. Pomeroy (ur. 20 kwietnia 1892, zm. 3 września 1947) – amerykański reżyser, technik filmowy, twórca efektów specjalnych. Był także członkiem założycielem Amerykańskiej Akademii Sztuki i Wiedzy Filmowej. Otrzymał Oscara za efekty inżynieryjne do filmu Skrzydła (1927) podczas 1. ceremonii wręczenia Oscarów.